# Transformers: Cyber Missions
Transformers: Cyber Missions, è una webserie animata in computer grafica del 2010, si svolge nel mezzo dei film Transformers - La vendetta del caduto e Transformers 3.

## Personaggi
- Optimus Prime
- Bumblebee
- Ironhide
- Ratchet
- Sideswipe
- Megatron
- Starscream
- Soundwave
- Bludgeon
- Lockdown
- Mindwipe
- Barricade
- Frenzy
- Smolder
- Chopster
- Alpha Trion

## Episodi
| N° | Titolo originale               | Data USA          |
| -- | ------------------------------ | ----------------- |
| 1  | Episode 1                      | 21 gennaio 2010   |
| 2  | Episode 2                      |                   |
| 3  | Episode 3                      |                   |
| 4  | Episode 4                      |                   |
| 5  | Episode 5                      |                   |
| 6  | Episode 6                      |                   |
| 7  | Episode 7                      |                   |
| 8  | Episode 8                      |                   |
| 9  | Episode 9                      |                   |
| 10 | Episode 10                     |                   |
| 11 | Episode 11                     |                   |
| 12 | Episode 12                     |                   |
| 13 | Episode 13: Decepticons Attack | 29 settembre 2010 |